# Delostoma
Delostoma é um género botânico pertencente à família Bignoniaceae.

## Espécies
Apresenta 13 espécies:
| - Delostoma dentatum - Delostoma dombeyanum - Delostoma gracile - Delostoma hookeri - Delostoma integrifolium - Delostoma latifolium - Delostoma lobbii | - Delostoma loxense - Delostoma nervosum - Delostoma roseum - Delostoma speciosum - Delostoma stenolobium - Delostoma weberbauerianum |